# ALMA 어워드
ALMA 어워드(ALMA Award)는 미국의 영화상으로, 1995년 처음 개최되었다.

## 수상
| 연도      | 날짜             | 도시         | 주최                                    |
| --------- | ---------------- | ------------ | --------------------------------------- |
| 1995      | 1995년 12월 9일  | 로스앤젤레스 | 지미 스미츠 제니퍼 로페즈               |
| 1996      | 1996년 12월 14일 | 로스앤젤레스 | 치치 매린 Giselle Fernandez             |
| 1997      | 행사 없음        | 행사 없음    | 행사 없음                               |
| 1998      | 1998년 4월 19일  | Pasadena     | 지미 스미츠 데이지 푸엔테스             |
| 1999      | 1999년 4월 11일  | Pasadena     | 벤저민 브랫                             |
| 2000      | 2000년 4월 15일  | Pasadena     | Paul Rodriguez                          |
| 2001      | 2001년 4월 22일  | Pasadena     | 없음                                    |
| 2002      | 2002년 5월 18일  | 로스앤젤레스 | Paul Rodriguez                          |
| 2003-2005 | 행사 없음        | 행사 없음    | 행사 없음                               |
| 2006      | 2006년 5월 7일   | 로스앤젤레스 | 에바 롱고리아                           |
| 2007      | 2007년 6월 1일   | Pasadena     | 에바 롱고리아                           |
| 2008      | 2008년 8월 17일  | 로스앤젤레스 | 에바 롱고리아                           |
| 2009      | 2009년 9월 17일  | Santa Monica | 조지 로페즈 에바 롱고리아 셀레나 고메즈 |
| 2010      | 행사 없음        | 행사 없음    | 행사 없음                               |
| 2011      | 2011년 9월 10일  | 샌타모니카   | 조지 로페즈 에바 롱고리아 셀레나 고메즈 |
| 2012      | 2012년 9월 16일  | Pasadena     | 조지 로페즈 에바 롱고리아 셀레나 고메즈 |
| 2013      | 2013년 9월 27일  | Pasadena     | 에바 롱고리아 마리오 로페스             |
| 2014      | 2014년 10월 10일 | 로스앤젤레스 | 에바 롱고리아 마리오 로페스             |
| 2015-2017 | 행사 없음        | 행사 없음    | 행사 없음                               |
| 2018      | 2018년 11월 4일  | 로스앤젤레스 | 윌머 발더라마                           |